# قناة أون
أون (بالإنجليزية: ON)‏ وتدعى أيضاً أون إي (بالإنجليزية: ON E)‏ وسابقاً أون تي في (بالإنجليزية: ON TV)‏، هي قناة ترفيهية فضائية مصرية خاصة تبث على القمر المصري نايل سات. تأسست في 6 أكتوبر 2008 وكان يملكها رجل الأعمال التونسي طارق بن عمار والمصري نجيب ساويرس بنسب مختلفة حتى مايو 2016 حيث استحوذ عليها أحمد أبو هشيمة عن طريق شركته إعلام المصريين.

## البرامج

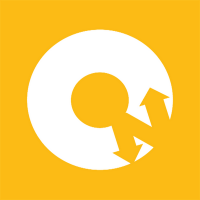
شعار قناة أون قبل الاستحواذ عليها

- معكم منى الشاذلي تقدمه منى الشاذلي
- كلمة أخيرة تقدمه لميس الحديدي
- قلوب عامرة تقدمه نادية عمارة
- أحلى أكلة تقديم الشيف علاء الشربيني
- الكونتينر تقديم أحمد داود
- كابيتانو
- كل يوم
- ستايل توك
- كل الزوايا[3]